# 雅科夫·扎克
雅科夫·扎克（俄语：Яков Зак，羅馬化：Yakov Zak；1913年11月20日—1976年6月28日），敖德薩人，犹太裔苏联钢琴演奏家。1943年加入联共（布）。

## 生平
1913年生于敖德薩，六岁开始弹奏钢琴。在敖德薩音乐学校接受音乐训练，1932年至1935年在莫斯科音樂學院学习，师从海因里希·涅高兹。1935年在莫斯科举办的全联盟音乐表演比赛中获得第三名。
1937年，他代表苏联参加了第三届蕭邦國際鋼琴比賽，获得了第一名的好成绩，同时还获得了演奏玛祖卡最优秀奖。成名后赴欧洲各地演出。1955年和1960年担任蕭邦國際鋼琴比賽评委。
此外，他还是一名出色的钢琴教育家。长年在莫斯科音樂學院从事钢琴教学活动，1947年成为教授，1965年成为钢琴系主任，培养了伊琳娜·扎里茨卡娅等学生。1966年获得苏联人民艺术家荣誉称号。
1976年6月28日在莫斯科去世，安葬于孔策沃公墓。

## 注脚
1. ↑  Dybowski 2005，第93頁.
2. ↑  Wysocki 1987，第31-32頁.
3. ↑  Wysocki 1987，第63, 76頁.
4. ↑  Dybowski 2005，第97頁.